# Proceroplatus stonei
Proceroplatus stonei är en tvåvingeart som beskrevs av Lane 1950. Proceroplatus stonei ingår i släktet Proceroplatus och familjen platthornsmyggor.
Artens utbredningsområde är Jamaica. Inga underarter finns listade i Catalogue of Life.